# 1988 RO4
1988 RO4 är en asteroid i huvudbältet som upptäcktes den 1 september 1988 av den belgiske astronomen Henri Debehogne vid La Silla-observatoriet.
Den tillhör asteroidgruppen Eos.